# Deep Cuts: Volume I
Deep Cuts, Volume 1 (1973–1976) es un álbum recopilatorio de Queen, que comprende el período 1973-76. Contiene canciones que no fueron editadas en formato sencillo, no muy conocidas. Fueron elegidas por Brian May, Roger Taylor y Taylor Hawkins (baterista de Foo Fighters). A la venta desde el 14/3/11, el mismo día que la reedición de los cinco primeros discos de la banda (Queen, Queen II, Sheer Heart Attack, A Night at the Opera y A Day at the Races).

## Lista de canciones
| N.º | Título                                                              | Escritor(es)                                          | Duración |  |
| 1.  | «Ogre Battle» (de Queen II, 1974)                                   | Freddie Mercury                                       | 4:15     |  |
| 2.  | «Stone Cold Crazy» (de Sheer Heart Attack, 1974)                    | Brian May, Freddie Mercury, John Deacon, Roger Taylor | 2:14     |  |
| 3.  | «My Fairy King» (de Queen, 1973)                                    | Freddie Mercury                                       | 4:08     |  |
| 4.  | «I'm in Love with My Car» (de A Night at the Opera, 1975)           | Roger Taylor                                          | 3:05     |  |
| 5.  | «Keep Yourself Alive» (de Queen, 1973)                              | Brian May                                             | 3:45     |  |
| 6.  | «Long Away» (de A Day at the Races, 1976)                           | Brian May                                             | 3:33     |  |
| 7.  | «The Millionaire Waltz» (de A Day at the Races, 1976)               | Freddie Mercury                                       | 4:54     |  |
| 8.  | «'39» (de A Night at the Opera, 1975)                               | Brian May                                             | 3:25     |  |
| 9.  | «Tenement Funster» (de Sheer Heart Attack, 1974)                    | Roger Taylor                                          | 2:48     |  |
| 10. | «Flick of the Wrist» (de Sheer Heart Attack, 1974)                  | Freddie Mercury                                       | 4:32     |  |
| 11. | «Lily of the Valley» (de Sheer Heart Attack, 1974)                  | Freddie Mercury                                       | 1:45     |  |
| 12. | «Good Company» (de A Night at the Opera, 1975)                      | Brian May                                             | 3:26     |  |
| 13. | «The March of the Black Queen» (de Queen II, 1974)                  | Freddie Mercury                                       | 6:39     |  |
| 14. | «In the Lap of the Gods... Revisited» (de Sheer Heart Attack, 1974) | Freddie Mercury                                       | 3:42     |  |